# Teptiuków
Teptiuków, dawniej Teptiuchów – wieś w Polsce położona w województwie lubelskim, w powiecie hrubieszowskim, w gminie Hrubieszów.
W latach 1975–1998 miejscowość administracyjnie należała do województwa zamojskiego. 
Wieś stanowi sołectwo gminy Hrubieszów. Według Narodowego Spisu Powszechnego (III 2011 r.) liczyła 355 mieszkańców i była trzynastą co do wielkości miejscowością gminy.
Wierni Kościoła rzymskokatolickiego należą do parafii Matki Bożej Nieustającej Pomocy w Hrubieszowie.

## Historia
Według Słownika geograficznego Królestwa Polskiego z roku 1892, Teptiuchów alias Teptiuków, wieś  i folwark nad Bugiem i uchodzącą do niego Huczwą w powiecie hrubieszowskim, gminie Dziekanów, parafii greckokatolickiej Gródek, rzymskokatolickiej Hrubieszów. W 1827 r. było tu 24 domów zamieszkałych przez 137 mieszkańców W r. 1885 r. folwark posiadał rozległość mórg 459 w tym: guntów ornych i ogrodów 227 mórg, łąk 210 mórg, pastwisk 1 morga zaś  nieużytków mórg 21. W folwarku budynków murowanych 4, z drzewa 13. Wieś Teptiuków posiadała osad 28 z gruntem mórg 274.
23 i 24 września 1939 roku w Teptiukowie i okolicy doszło do walk oddziałów polskich z Armią Czerwoną (bój pod Husynnem). 